# Championnat du monde de rink hockey masculin juniors 2007
Navigation
Championnat du monde juniors 2005 Championnat du monde juniors 2009
Le troisième championnat du monde juniors de rink hockey s'est déroulé entre le 24 novembre et le 1er décembre 2007, à Santiago, au Chili. Les matchs ont été joués dans le gymnase olympique de San Miguel.
Cette compétition a réuni les meilleurs joueurs de moins de 20 ans de 16 sélections du monde entier.

## Participants
Les 16 équipes participants ont été réparties dans 4 groupes :
| Groupe A   | Groupe B       | Groupe C   | Groupe D  |
| ---------- | -------------- | ---------- | --------- |
| Argentine  | Angola         | Angleterre | Allemagne |
| Australie  | Colombie       | Équateur   | Brésil    |
| États-Unis | Espagne        | Portugal   | France    |
| Suisse     | Afrique du Sud | Chili      | Italie    |

Dix arbitres ont également participé à la compétition : Luis Reyes Catalán (), Álvaro Meza (), Manuel Ríos (), Eduardo Díaz (), Roberto Pablo González (), Mario Prudencio Márquez () Leandro Agra (), Joan Molina (), José Manuel Silva () et Gianni Fermii ().

## Phase régulière
Les horaires des matchs correspondent à l'heure du Chili (Fuseau horaire : UTC-3).

### Légende
Voici la légende des abréviations utilisées dans les classements des groupes.
| Pts = Nombre de points J = Nombre de matchs joués G = Nombre de matchs gagnés N = Nombre de matchs nuls P = Nombre de matchs perdus |  | + = Nombre de buts marqués - = Nombre de buts encaissés GA = Goal-average Équipe en vert = Équipe qualifiée pour le tableau finale. Équipe en rouge = Équipe qualifiée pour les matchs de classement. |  |  |

### Groupe A
| Équipe     | Pts | J | G | N | P | +  | -  | GA  |
| ---------- | --- | - | - | - | - | -- | -- | --- |
| Argentine  | 9   | 3 | 3 | 0 | 0 | 35 | 5  | +30 |
| Suisse     | 6   | 3 | 2 | 0 | 1 | 35 | 5  | +30 |
| États-Unis | 3   | 3 | 1 | 0 | 2 | 6  | 35 | -29 |
| Australie  | 0   | 3 | 0 | 0 | 3 | 3  | 34 | -31 |

### Groupe B
| Équipe         | Pts | J | G | N | P | +  | -  | GA  |
| -------------- | --- | - | - | - | - | -- | -- | --- |
| Espagne        | 9   | 3 | 3 | 0 | 0 | 33 | 2  | +31 |
| Colombie       | 6   | 3 | 2 | 0 | 1 | 14 | 16 | -2  |
| Angola         | 3   | 3 | 1 | 0 | 2 | 6  | 7  | -1  |
| Afrique du Sud | 0   | 3 | 0 | 0 | 3 | 4  | 32 | -28 |

### Groupe C
| Équipe     | Pts | J | G | N | P | +  | -  | GA  |
| ---------- | --- | - | - | - | - | -- | -- | --- |
| Chili      | 9   | 3 | 3 | 0 | 0 | 23 | 2  | +21 |
| Portugal   | 6   | 3 | 2 | 0 | 1 | 60 | 4  | +56 |
| Angleterre | 3   | 3 | 1 | 0 | 2 | 25 | 20 | +5  |
| Équateur   | 0   | 3 | 0 | 0 | 3 | 1  | 83 | -82 |

### Groupe D
| Équipe    | Pts | J | G | N | P | + | -  | GA |
| --------- | --- | - | - | - | - | - | -- | -- |
| France    | 9   | 3 | 3 | 0 | 0 | 8 | 2  | +6 |
| Italie    | 6   | 3 | 2 | 0 | 1 | 6 | 4  | +2 |
| Allemagne | 3   | 3 | 1 | 0 | 2 | 4 | 6  | -2 |
| Brésil    | 0   | 3 | 0 | 0 | 3 | 4 | 10 | -6 |

## Phase finale

### Tableau final
|  | Quarts de finale       | Quarts de finale       |                         |                         | Demi-finales           | Demi-finales           |   |  | Finale                  | Finale                  |
|  | Quarts de finale       | Quarts de finale       |                         |                         | Demi-finales           | Demi-finales           |   |  | Finale                  | Finale                  |
|  |                        |                        |                         |                         |                        |                        |   |  |                         |                         |
|  | 29 novembre 2007 19h00 | 29 novembre 2007 19h00 |                         |                         | 30 novembre 2007 20h30 | 30 novembre 2007 20h30 |   |  | 1er décembre 2007 22h00 | 1er décembre 2007 22h00 |
|  | 29 novembre 2007 19h00 | 29 novembre 2007 19h00 |                         |                         | 30 novembre 2007 20h30 | 30 novembre 2007 20h30 |   |  | 1er décembre 2007 22h00 | 1er décembre 2007 22h00 |
|  | Espagne                | 4                      |                         |                         | 30 novembre 2007 20h30 | 30 novembre 2007 20h30 |   |  | 1er décembre 2007 22h00 | 1er décembre 2007 22h00 |
|  | Espagne                | 4                      |                         |                         | 30 novembre 2007 20h30 | 30 novembre 2007 20h30 |   |  | 1er décembre 2007 22h00 | 1er décembre 2007 22h00 |
|  | Suisse                 | 0                      |                         |                         | 30 novembre 2007 20h30 | 30 novembre 2007 20h30 |   |  | 1er décembre 2007 22h00 | 1er décembre 2007 22h00 |
|  | Suisse                 | 0                      | Espagne                 | 7                       |                        |                        |   |  | 1er décembre 2007 22h00 | 1er décembre 2007 22h00 |
|  | 29 novembre 2007 20h30 |                        | Espagne                 | 7                       |                        |                        |   |  | 1er décembre 2007 22h00 | 1er décembre 2007 22h00 |
|  |                        | Chili                  | 1                       |                         |                        |                        |   |  | 1er décembre 2007 22h00 | 1er décembre 2007 22h00 |
|  | Chili                  | Chili                  | 1                       | 3                       |                        |                        |   |  | 1er décembre 2007 22h00 | 1er décembre 2007 22h00 |
|  | Chili                  |                        |                         | 3                       |                        |                        |   |  | 1er décembre 2007 22h00 | 1er décembre 2007 22h00 |
|  | Italie                 | 1                      |                         |                         |                        |                        |   |  | 1er décembre 2007 22h00 | 1er décembre 2007 22h00 |
|  | Italie                 | 1                      | Espagne                 | 2                       |                        |                        |   |  |                         |                         |
|  | 29 novembre 2007 17h30 |                        | Espagne                 | 2                       |                        |                        |   |  |                         |                         |
|  |                        | Portugal               | 1                       |                         |                        |                        |   |  |                         |                         |
|  | Argentine              | Portugal               | 1                       | 5                       |                        |                        |   |  |                         |                         |
|  | Argentine              | 30 novembre 2007 22h00 |                         | 5                       |                        |                        |   |  |                         |                         |
|  | Colombie               | 0                      |                         |                         |                        |                        |   |  |                         |                         |
|  | Colombie               | 0                      | Argentine               | 1                       |                        |                        |   |  |                         |                         |
|  | 29 novembre 2007 22h00 | 29 novembre 2007 22h00 | Argentine               | 1                       | Match pour la 3e place | Match pour la 3e place |   |  |                         |                         |
|  | 29 novembre 2007 22h00 | 29 novembre 2007 22h00 |                         | Portugal                | Match pour la 3e place | Match pour la 3e place | 2 |  |                         |                         |
|  | France                 | 0                      | 1er décembre 2007 20h30 | 1er décembre 2007 20h30 |                        |                        | 2 |  |                         |                         |
|  | France                 | 0                      | 1er décembre 2007 20h30 | 1er décembre 2007 20h30 |                        |                        |   |  |                         |                         |
|  | Portugal               | 5                      |                         | Chili                   | 3                      |                        |   |  |                         |                         |
|  | Portugal               | 5                      |                         | Chili                   | 3                      |                        |   |  |                         |                         |
|  |                        |                        |                         |                         |                        |                        |   |  | Argentine               | 4                       |
|  |                        |                        |                         |                         |                        |                        |   |  | Argentine               | 4                       |

| Champion du monde juniors 2007 |
| ------------------------------ |
| ESPAGNE Premier titre          |

### Matchs de classement (places 5 à 8)
Les équipes ayant perdu leur quart de finale ( Suisse,  Italie,  Colombie et  France) se rencontrèrent ensuite pour déterminer les places 5 à 8.
|  | 30 novembre 2007       | 30 novembre 2007       |                     |   | Match pour 5e place   | Match pour 5e place   |
|  | 30 novembre 2007       | 30 novembre 2007       |                     |   | Match pour 5e place   | Match pour 5e place   |
|  |                        |                        |                     |   |                       |                       |
|  | 30 novembre 2007 17h30 | 30 novembre 2007 17h30 |                     |   | 1 décembre 2007 19h00 | 1 décembre 2007 19h00 |
|  | 30 novembre 2007 17h30 | 30 novembre 2007 17h30 |                     |   | 1 décembre 2007 19h00 | 1 décembre 2007 19h00 |
|  | Colombie               | 0                      |                     |   | 1 décembre 2007 19h00 | 1 décembre 2007 19h00 |
|  | Colombie               | 0                      |                     |   | 1 décembre 2007 19h00 | 1 décembre 2007 19h00 |
|  | France                 | 10                     |                     |   | 1 décembre 2007 19h00 | 1 décembre 2007 19h00 |
|  | France                 | 10                     | France              | 1 |                       |                       |
|  | 30 novembre 2007 19h00 |                        | France              | 1 |                       |                       |
|  |                        | Italie                 | 2                   |   |                       |                       |
|  | Suisse                 | Italie                 | 2                   | 1 |                       |                       |
|  | Suisse                 |                        |                     | 1 |                       |                       |
|  | Italie                 | 2                      |                     |   |                       |                       |
|  | Italie                 | 2                      | Match pour 7e place |   |                       |                       |
|  |                        |                        |                     |   |                       |                       |
|  | 1 décembre 2007 17h30  |                        |                     |   |                       |                       |
|  |                        |                        |                     |   |                       |                       |
|  | Colombie               | 1                      |                     |   |                       |                       |
|  | Colombie               | 1                      |                     |   |                       |                       |
|  | Suisse                 | 3                      |                     |   |                       |                       |
|  | Suisse                 | 3                      |                     |   |                       |                       |

### Matchs de classement (Places 9 à 16)

#### 29 novembre 2007
| Places 9 à 16         | États-Unis | 7-5 | Afrique du Sud | Gymnase olympique de San Miguel |
| 29 novembre 2007 9h00 |            |     |                |                                 |

| Places 9 à 16          | Angola | 3-2 | Australie | Gymnase olympique de San Miguel |
| 29 novembre 2007 10h30 |        |     |           |                                 |

| Places 9 à 16          | Angleterre | 3-6 | Brésil | Gymnase olympique de San Miguel |
| 29 novembre 2007 12h00 |            |     |        |                                 |

| Places 9 à 16          | Allemagne | 27-0 | Équateur | Gymnase olympique de San Miguel |
| 29 novembre 2007 13h30 |           |      |          |                                 |

#### 30 novembre 2007
| Places 13 à 16        | Afrique du Sud | 13-2 | Équateur | Gymnase olympique de San Miguel |
| 30 novembre 2007 9h00 |                |      |          |                                 |

| Places 13 à 16         | Australie | 2-13 | Angleterre | Gymnase olympique de San Miguel |
| 30 novembre 2007 10h30 |           |      |            |                                 |

| Places 9 à 12          | États-Unis | 3-14 | Allemagne | Gymnase olympique de San Miguel |
| 30 novembre 2007 12h00 |            |      |           |                                 |

| Places 9 à 12          | Angola | 0-3 | Brésil | Gymnase olympique de San Miguel |
| 30 novembre 2007 13h30 |        |     |        |                                 |

#### 1erdécembre 2007
| Places 15 et 16        | Australie | 17-0 | Équateur | Gymnase olympique de San Miguel |
| 1er décembre 2007 9h00 |           |      |          |                                 |

| Places 13 et 14         | Afrique du Sud | 3-4 | Angleterre | Gymnase olympique de San Miguel |
| 1er décembre 2007 10h30 |                |     |            |                                 |

| Places 11 et 12         | États-Unis | 0-7 | Angola | Gymnase olympique de San Miguel |
| 1er décembre 2007 12h00 |            |     |        |                                 |

| Places 9 et 10          | Allemagne | 4-5 | Brésil | Gymnase olympique de San Miguel |
| 1er décembre 2007 13h30 |           |     |        |                                 |

## Classement final
| Équipe | Équipe         | Pts | J | G | N | P | +  | -   | GA   |
| ------ | -------------- | --- | - | - | - | - | -- | --- | ---- |
| 1      | Espagne        | 12  | 6 | 6 | 0 | 0 | 46 | 4   | +42  |
| 2      | Portugal       | 8   | 6 | 4 | 0 | 2 | 68 | 7   | +61  |
| 3      | Argentine      | 10  | 6 | 5 | 0 | 1 | 45 | 10  | +35  |
| 4      | Chili          | 8   | 6 | 4 | 0 | 2 | 30 | 14  | +16  |
| 5      | Italie         | 8   | 6 | 4 | 0 | 2 | 11 | 9   | +2   |
| 6      | France         | 8   | 6 | 4 | 0 | 2 | 19 | 9   | +10  |
| 7      | Suisse         | 6   | 6 | 3 | 0 | 3 | 39 | 12  | +27  |
| 8      | Colombie       | 4   | 6 | 2 | 0 | 2 | 15 | 34  | -19  |
| 9      | Brésil         | 6   | 6 | 3 | 0 | 3 | 18 | 17  | +1   |
| 10     | Allemagne      | 6   | 6 | 3 | 0 | 3 | 49 | 14  | +35  |
| 11     | Angola         | 6   | 6 | 3 | 0 | 3 | 16 | 12  | +4   |
| 12     | États-Unis     | 4   | 6 | 2 | 0 | 4 | 16 | 61  | -45  |
| 13     | Angleterre     | 6   | 6 | 3 | 0 | 3 | 45 | 31  | +14  |
| 14     | Afrique du Sud | 2   | 6 | 1 | 0 | 5 | 25 | 45  | -20  |
| 15     | Australie      | 2   | 6 | 1 | 0 | 5 | 24 | 50  | -26  |
| 16     | Équateur       | 0   | 6 | 0 | 0 | 6 | 3  | 140 | -137 |

## Meilleurs buteurs
| Joueur            | Sélection  | Buts |
| ----------------- | ---------- | ---- |
| Diogo Rafael      | Portugal   | 16   |
| Nuno Araujo       | Portugal   | 13   |
| Jack Bishop       | Angleterre | 12   |
| Daniel Coelho     | Portugal   | 12   |
| Nicolás Fernández | Chili      | 12   |
| Joshua Imhof      | Suisse     | 11   |
| Dylan Sordahl     | États-Unis | 11   |
| Kluge Phillip     | Allemagne  | 10   |
| Joshua Bishop     | Angleterre | 10   |
| Sebastian Wozny   | Allemagne  | 10   |

## Meilleurs joueurs
- Meilleur buteur :  Diogo Rafael
- Meilleur joueur :  Nicolás Fernández
- Meilleur gardien :  Xavier Melian

## Sources
- (ca) Cet article est partiellement ou en totalité issu de l’article de Wikipédia en catalan intitulé « Campionat del Món sots-20 d'hoquei patins masculí 2007 » (voir la liste des auteurs).